# 砲兵銃
砲兵銃（ほうへいじゅう）は、野戦砲兵が携帯する銃である。

## 概要
歩兵銃と騎兵銃との中間的な存在である。慶応2年、江戸幕府が幕府陸軍の歩兵、騎兵および砲兵を編制するに際し、フランスにならって砲兵に砲兵銃を携帯させた。明治政府もまたこれを引き継ぎ、野戦砲兵に小銃を携帯させた。
しかし、いたずらに動作の遅滞を招くうえに砲兵がその本務を忘れ、火砲をうち捨てて小銃戦にはしるなどの弊害があった。そのため、明治17年には砲兵隊編制改正に際し、無用有害の長物として廃止された。その後は、砲兵の護身用には砲兵刀を携帯させることになった。